# Rochers et combes des monts de Vaucluse

Les monts de Vaucluse sont un massif montagneux provençal, en rive gauche du Rhône, entre le mont Ventoux et le massif du Luberon. La nature de ses sols, et des roches qui composent ses combes et vallons, ainsi que la faune et la flore qui y est implanté est préservé, dans certaines zones, par un décret Natura 2000.

## Géographie

### Situation
Les sites protégés se situent sur quatre communes vauclusiennes : Gordes, Lioux, Murs, Saint-Saturnin-les-Apt. La diversité de 4 sites préservés permet la protection d'une grande variété des paysages, de la flore et de la faune locale : Landes, Broussailles, Recrus, Maquis et Garrigues, d'une part, Forêts sempervirentes non résineuses d'autre part, ainsi que Pelouses sèches, Steppes, et Rochers intérieurs, Eboulis rocheux, Dunes intérieures.